# Hedwig-Bollhagen-Gymnasium
Das Hedwig-Bollhagen-Gymnasium ist ein Gymnasium in der Stadt Velten im brandenburgischen Landkreis Oberhavel.

## Geschichte
Das Gymnasium wurde am 9. August 1993 als Gymnasium Velten gegründet. 2002 wurde die Schule nach der Keramikerin Hedwig Bollhagen benannt. Die Schule bietet außerdem G8/G9.

## Persönlichkeiten
- Jenny Löffler (* 1989), Schauspielerin und Synchronsprecherin
- Annemarie Wolff (* 1990), Politikerin der SPD

## Auszeichnungen
- Schule ohne Rassismus – Schule mit Courage[4]